# 이인성 (화가)

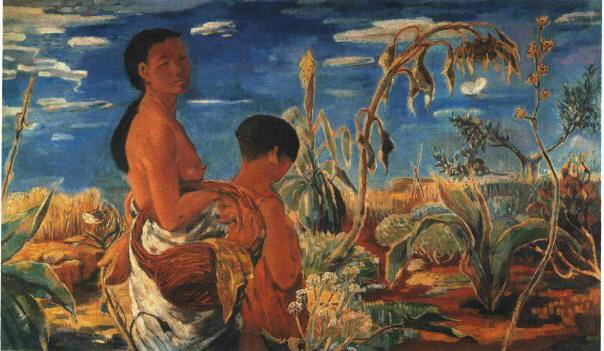
이인성이 그린 〈가을의 어느 날〉

이인성 (李仁星, 1912년 - 1950년)은 일제강점기의 대한민국의 서양화가이다.
그는 1929년부터 조선미술전람회에 출품하기 시작하였으며 1935년에 열린 제14회 조선미술전람회에서 창덕궁상(昌德宮賞)을 수상했다. 1930년에는 일본 다이헤이요 미술학교(太平洋美術學校)에 입학함과 동시에 일본 수채시발연맹(日本水彩畵聯盟) 회원이 되었으며 문부성미술전람회와 제국미술전람회에 여러 차례 입선하기도 하였다.
1945년에는 이화여자고등학교 교사를, 1946년에는 이화여자대학교 강사를 지냈으며 1949년에 열린 제1회 대한민국미술전람회에서 심사위원을 맡았으나 6.25 전쟁 중이던 1950년 불의의 사고로 죽음.
그의 작품은 수채화에서 날카로운 지적인 특성을 보였으며 독자적인 강한 개성으로 한국의 풍토적인 감각을 살렸다는 평가를 받고 있다. 주요 작품으로  <가을의 어느 날>, <경주의 산곡에서> 등이 있다.

## 작품소개

### 이인성 <경주의 산곡에서>
이인성 화백은 향토색 짙은 풍경화로 조선의 고갱이라고도 불린다.
풍경과 인물을 결합한 구상화를 최초로 그린 화가로 대표작 중 하나인 <경주의 산곡에서> 작품 중 먼저 눈에 띄는 것은 붉은 적토가 그대로 드러난 흙바닥인데, 원색적인 색채가 사용됨과 동시에 하늘의 푸른색과 대비를 이루면서 강렬한 느낌을 준다. 이러한 대지의 붉은 색채는 원시적이고 전통적인 느낌을 준다.
익숙한 색채와 향토색을 잘 드러내었고 배경을 과거 신라 도읍지였던 경주로 설정했다. 자세히 보면 뒤에 첨성대가 그려져 있고 소년의 발아래 깨진 전통 기왓장이 그려져 있어 장소가 경주임을 보여준다. 소년들이 윗옷을 벗고 열대지방인 사람인 것 같은 이색적인 느낌을 준다. 이는 근대화되지 않은 원시적인 풍경을 표현했다.